# Scautismo e guidismo negli Stati Uniti d'America
Lo scautismo negli Stati Uniti d'America è nato nel 1910 con l'associazione dei Boy Scouts of America, tre anni dopo la nascita del movimento, avvenuto a Londra grazie a Robert Baden-Powell.Attualmente conta oltre 2 700 000 iscritti.

## Associazioni presenti negli Stati Uniti

### Associazioni principali
- Boy Scouts of America (BSA), riconosciuta dall'Organizzazione Mondiale del Movimento Scout
- Girl Scouts of the United States of America, riconosciuta dall'Associazione Mondiale Guide ed Esploratrici
- Baden-Powell Scouts, appartenente alla World Federation of Independent Scouts

### Altre associazioni
- Alpha Phi Omega (associazione universitaria rivolta principalmente agli iscritti BSA, ma aperta anche ad altri, incluse le donne)
- American Boy Scouts (defunta)
- American Heritage Girls
- Camp Fire USA
- Coalitions for Inclusive Scouting
- Exploring (Learning for Life)
- Pathfinders
- Rover Scout
- Royal Rangers
- Scouting for All
- Scouting Legal Defense Fund
- SpiralScouts International
- Star Scouting America
- Traditional Scouting
- U.S. Scouting Service Project
- YMCA Adventure Guides (prima conosciuti come Indian Guides)
- Youthscouts
- Związek Harcerstwa Polskiego (associazione polacca)

#### Spiral Scouts International
La SpiralScouts International è un'organizzazione per giovani aderenti a religioni minoritarie, fondata el 1999 dalla Chiesa wiccana acquariana, che decise di fondare una propria associazione quando i Boy Scouts of America rifiutarono di comprendere nel proprio insegnamento religioso il programma per la Wicca. Attualmente è attiva in oltre 20 stati statunitensi, oltre a essere presente in Canada, Australia, Svizzera e Regno Unito.